# Rifugio Ottorino Donati
Il rifugio Ottorino Donati è un rifugio alpino del CAI di Sondrio che si trova in alta val di Quai, laterale della val d'Arigna, nel Parco delle Orobie Valtellinesi. Si trova nelle vicinanze del lago Reguzzo ad un'altitudine di 2.504 m s.l.m., che lo decreta come rifugio più alto presente sulle Alpi Orobie, sebbene sia non custodito. 
È possibile accedere al rifugio da Briotti (nel comune di Ponte in Valtellina), oppure tramite una traversata partendo dal rifugio Mambretti e passando per la Bocchetta del Reguzzo.
È attraversato dalla Gran Via delle Orobie, nella tappa che dal rifugio Mambretti porta alla baita Pesciola.